# アトメア
アトメア（ATMEA）は、三菱重工業社とフランス電力による合弁事業会社で、120万キロワット級第3世代プラス加圧水型原子炉である「ATMEA 1」の開発、新市場開拓、ライセンシーおよび販売のために設立された。
2006年10月19日、東京にて両社間で覚書が署名され、合弁会社の名は2007年9月3日に発表される。三菱重工業とアレヴァ（設立当時の親会社）の活動は地理的に相互補完的であるという理由により、欧州委員会は2007年10月に合弁事業を認めた。アトメア（ATMEA）は両親会社の競争力強化が見込れる。
原子力業界において三菱重工業は、主に世界中の多くの原子力プラント建設に必要なコンポーネントを供給していることで知られ、アレヴァ（AREVA）はフィンランドのオルキルオト原子力発電所3号機の建設に関わっている。
本社はパリのラ・デファンスに置かれており、初代社長にはアレヴァ（AREVA）からステファン・フォン・シャイド、副社長には三菱重工業から神田誠がそれぞれ就任している。

## 沿革
- 2006年10月19日 - アレヴァ（AREVA）と三菱重工業は合弁に合意。
- 2007年7月11日 - 合弁会社の設立。
- 2007年9月3日 - 合弁会社はアトメア（ATMEA）と呼称される。
- 2018年1月1日 - アレヴァ（AREVA）に代わってランス電力公社（EDF）が50%シェアの親会社になる。

## ATMEA 1
ATMEA 1は12から24ヶ月の周期で運転でき、低電力密度を中心に設計されている。炉心は全てMOX燃料の使用ができるとされる。名目上、稼働率30％から100％の範囲で燃料棒交換ができるように考慮されている。理論上、原子炉の設計寿命は稼働率92％以上で60年が想定されている。稼働率は適切な燃料交換メンテナンスと長期停電に備えた冗長な安全システムによって達成されている。
ATMEA 1は最先端の技術と設計に基づき（タービン、排熱回収用熱交換器）熱効率は37％を達成している。
2013年5月には三菱重工がトルコのスィノプ原子力発電所の計画においてATMEA1の建設する計画が優先交渉権を得ている

## 安全性
原子炉には炉心溶融物用リキュペレータを実装しており（欧州加圧水型炉）炉心溶融事故が発生した場合、放射性物質の回収を容易にする。原子炉は大型民間航空機の衝突に耐えられるよう設計されている。ATMEA1は地震の高活動地帯にも適応可能であるとされる。ATMEA 1の設計概念は建設的であると判断され、福島第一原子力発電所事故を踏まえ燃料棒の安定のため基本的安全機能を制御し、ATMEA 1は組織的取り組みを備える。

## 今後の展開
エンジー社はローヌ渓谷のマルクール原子力地区に新型原子炉を建設したいと考えた。フランス電力と中国広東核電集団公司は中規模商用原子炉の開発のためパートナーシップ契約を結び、アレヴァはATMEA 1の供給に取り組む。

## その他の活動
合弁会社は機器調達、役務、運転協力、使用済み核燃料管理および高速増殖炉や高温原子炉の開発で協力を可能としている。現在、三菱は三菱FBRシステムズで高速増殖炉の開発に特化している。